# Perenethis sindica
Perenethis sindica là một loài nhện trong họ Pisauridae.
Loài này thuộc chi Perenethis. Perenethis sindica được Eugène Simon miêu tả năm 1897.